# Julocroton humilis
A Croton micans é uma arbusto da família das euphorbiaceaes, do gênero Croton. Em alguns lugares essa planta recebe o nome de sacatinga, devido ao cheiro que ela emana. Isso faz com que essa planta seja confundida com o Marmeleiro Prateado(Croton argyrophylloides).
Não existem muitas informações e pesquisas sobre a sacatinga (Croton micans), isso faz com que se tenha poucas referências sobre esta planta.

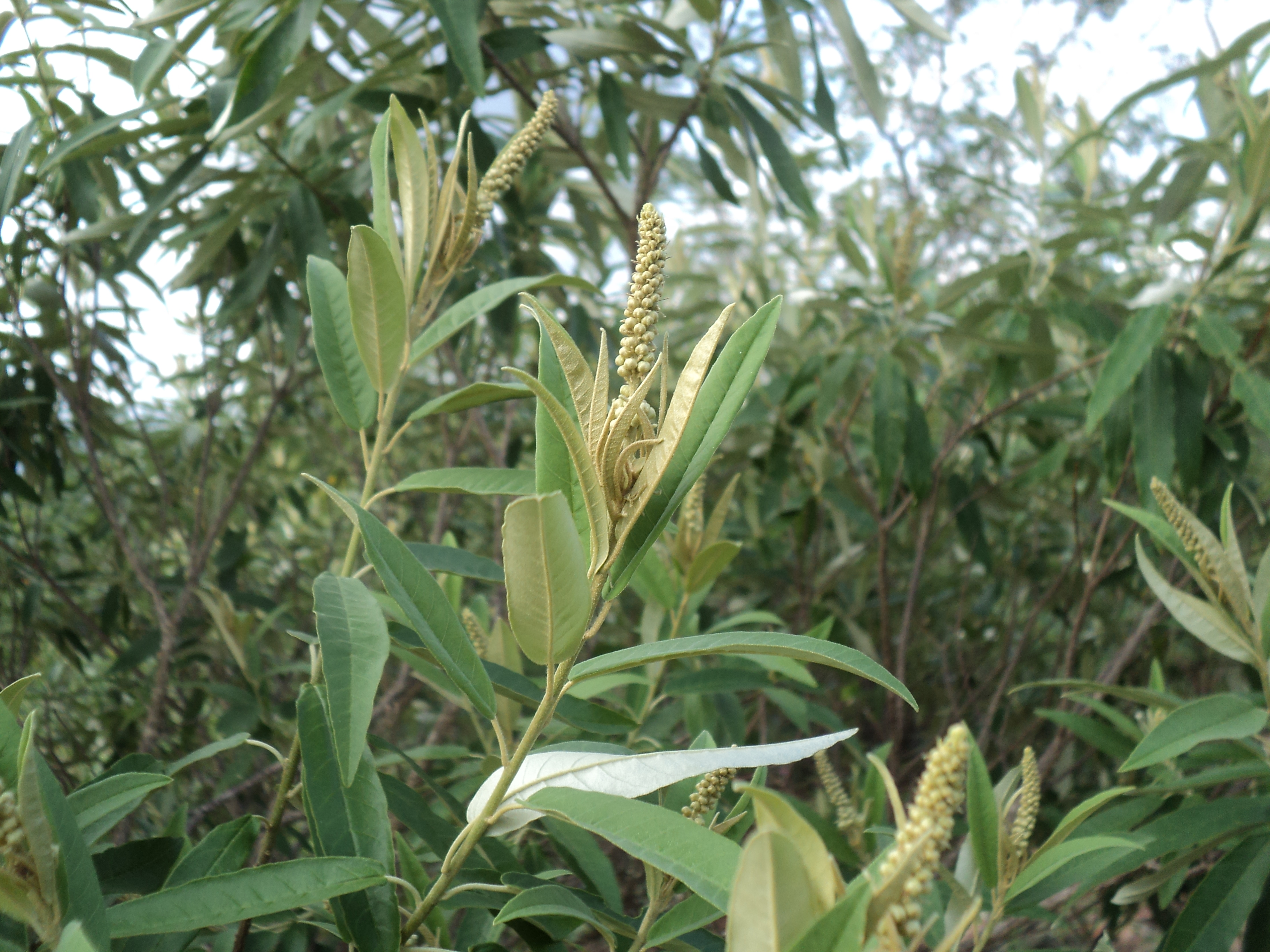
Inflorescência da sacatinga

## Características
A sacatinga (Croton micans), tem como características mais marcantes, a cor de suas folhas e o seu aroma. Suas folhas são geralmente verdes na parte adaxial, e cinza ou branca na parte abaxial.
O caule é liso, com o manto de uma setose-rígida com amarelo: folhas pecioladas, moderadamente. Sua inflorescência é similar a da J. verbascifolio.